# Stone Raiders
Stone Raiders také známí jako Black Stone Raiders je americká blues rocková a funk skupina.
Členové Stone Raiders jsou Jean-Paul Bourelly, jazz fusion a blues rockový kytarista, který se narodil v Chicagu, Darryl Jones,
jazzový a rockový basový kytarista, který se také narodil v Chicagu, který také hraje s The Rolling Stones a Will Calhoun, americký bubeník a člen skupiny Living Colour.